# ريتشارد كوبر (لاعب كرة قدم)
ريتشارد كوبر (بالإنجليزية: Richard Cooper)‏ (7 مارس 1965 بلندن في المملكة المتحدة - ) هو لاعب كرة قدم بريطاني في مركز الوسط. لعب مع شيفيلد يونايتد ونادي إكزتر سيتي ويوفل تاون ونادي غاينسبورو ترينيتي ولينكولن سيتي أف سي وسبالدينغ يونايتد ‏ ونادي ويموث.